# Sellos de España en 2012
Los sellos de España en el año 2012 fueron puestos en circulación por la Sociedad Estatal Correos y Telégrafos de España (la impresión se realizó en la Fábrica Nacional de Moneda y Timbre). En total se emitieron 91 sellos postales (14 en hoja bloque), comprendidos en 45 series filatélicas de temáticas diversas.

## Descripción
| Fecha de emisión | Nombre de la serie y/o del sello (descripción) | Dimensiones (mm)                    | Valor facial (en €) |
| ---------------- | --- | ----------------------------------- | ------------------- |
| 02.01            | «Arcos y puertas monumentales» 1) El Arco de La Macarena en Sevilla | 35,0 × 24,5                         | A                   |
| 02.01            | 2) La Puerta de Alcalá en Madrid | 35,0 × 24,5                         | A                   |
| 02.01            | 3) El Arco de Santa María en Burgos | 35,0 × 24,5                         | A                   |
| 02.01            | 4) La Puerta de Serranos en Valencia | 35,0 × 24,5                         | A                   |
| 02.01            | 5) El Arco del Triunfo en Barcelona | 35,0 × 24,5                         | A                   |
| 02.01            | 6) La Puerta de Palmas en Badajoz | 35,0 × 24,5                         | A                   |
| 02.01            | 7) La Puerta de Bisagra en Toledo | 35,0 × 24,5                         | A                   |
| 02.01            | 8) El Arco de Bará en la localidad de Roda de Bará (Tarragona) | 35,0 × 24,5                         | A                   |
| 02.01            | «Turismo español» 1) Dibujo que representa la silueta de España rodeada de mar azul y con un sol resplandeciente | 40,9 × 28,8                         | B                   |
| 02.01            | «Todos con Lorca»Cinco sellos con imágenes de edificaciones importantes en la ciudad de Lorca que se vieron afectadas por el terremoto del 11 de mayo de 2011 1) El Santuario de la Virgen de las Huertas | 40,9 × 28,8                         | 0,36                |
| 02.01            | 2) El Castillo | 40,9 × 28,8                         | 0,36                |
| 02.01            | 3) El Ayuntamiento | 40,9 × 28,8                         | 0,36                |
| 02.01            | 4) El Palacio de Guevara | 40,9 × 28,8                         | 0,36                |
| 02.01            | 5) La Colegiata de San Patricio | 40,9 × 28,8                         | 0,36                |
| 09.01            | «Valores cívicos» 1) Para el tema de "no contaminar" se ilustran por medio de tres ceros un cielo, un prado y un cuerpo de agua totalmente impolutos | 40,9 × 28,8                         | 0,36                |
| 09.01            | 2) Bajo el lema "¡No te juegues la vida!" se ilustra un tacómetro cuya parte derecha es una ruleta | 40,9 × 28,8                         | 0,51                |
| 09.01            | 3) El sello "¡Atento a la conducción!" muestra un conductor al volante usando su móvil, en el que se puede leer el mensaje "¡Pierde la llamada, no la vida! " | 40,9 × 28,8                         | 0,70                |
| 27.02            | «Serie básica» 1) La efigie del rey Juan Carlos I en color rojo | 24,8 × 28,8                         | 0,36                |
| 27.02            | 2) La efigie del rey Juan Carlos I en color verde | 24,8 × 28,8                         | 0,51                |
| 27.02            | 3) La efigie del rey Juan Carlos I en color azul | 24,8 × 28,8                         | 0,85                |
| 27.02            | 4) La efigie del rey Juan Carlos I en color marrón | 24,8 × 28,8                         | 2,90                |
| 27.02            | «Año Internacional de la Energía Sostenible para Todos» 1) Una cabaña iluminada por medio de dos tipos de energía renovable: la energía eólica y la solar | 40,9 × 28,8                         | 0,70                |
| 28.02            | «Turismo español» 1) Dibujo que representa la silueta de España rodeada de mar azul y con un sol resplandeciente | 40,9 × 28,8                         | 0,70                |
| 29.02            | «Efemérides» 1) Detalle del tapiz de la Batalla de Las Navas de Tolosa que se encuentra en el Palacio de Navarra (Pamplona), con motivo del octavo centenario de la batalla | 28,8 × 40,9                         | 0,85                |
| 29.02            | 2) Silueta del antiguo Reino de Navarra con la zona de la Baja Navarra, con motivo del quinto centenario de la Conquista de Navarra por parte del rey Fernando el Católico | 28,8 × 40,9                         | 0,85                |
| 08.03            | «Patrimonio nacional - Tapices» (HB) 1) El tapiz Matrona y guerrero en una barca del maestro tapicero Gerardo Peemans (hacia 1660), perteneciente a la colección de Patrimonio Nacional del Palacio Real de Madrid | 57,6 × 40,9 (115 × 144)             | 2,90                |
| 12.03            | «II centenario de la Real y Militar Orden de San Fernando» 1) La Cruz Laureada de San Fernando, máxima condecoración militar española | 28,8 × 40,9                         | 0,85                |
| 16.03            | «Bicentenario de la Constitución de 1812» 1) Reproducción de la portada de la edición de lujo de la Constitución española de 1812, dedicada a las Cortes | 33,2 × 49,8                         | 0,36                |
| 16.03            | «Catedrales» (HB) 1) Reproducción del reverso de la moneda conmemorativa española de 2 € que muestra la silueta de la Catedral de Burgos La hoja bloque muestra una vista de la fachada de esta catedral | 32,0 × 32,0 –círculo– (104,5 × 150) | 2,00                |
| 02.04            | «Instrumentos musicales» Cinco instrumentos musicales de cuerda, originarios de distintas partes del mundo, pertenecientes a la colección del Museo Interactivo de la Música de Málaga 1) Una arpa | 28,8 × 40,9                         | 0,36                |
| 02.04            | 2) Una balalaica rusa | 28,8 × 40,9                         | 0,36                |
| 02.04            | 3) Un banjo | 28,8 × 40,9                         | 0,36                |
| 02.04            | 4) Un sitar indio | 28,8 × 40,9                         | 0,36                |
| 02.04            | 5) Un rabel | 28,8 × 40,9                         | 0,36                |
| 04.04            | «Europa 2012» 1) Serie anual a cargo de PostEurop, ese año bajo el tema Visite...; el sello titulado "Visite España" muestra una composición de los diferentes conceptos que promueven el turismo español: el ocio (por medio de la playa), la cultura (la recreación del famoso cuadro de Las Meninas de Velázquez) y la marca España, relativa al comercio (la bolsa que sostiene la "Menina") | 28,8 × 40,9                         | 0,70                |
| 11.04            | «Personajes» 1) El golfista Severiano Ballesteros | 40,9 × 28,8                         | 0,70                |
| 11.04            | 2) El poeta José Hierro | 40,9 × 28,8                         | 0,70                |
| 11.04            | 3) El musicólogo y folclorista Manuel García Matos | 40,9 × 28,8                         | 0,70                |
| 17.04            | «Catedrales» (HB) 1) Vista exterior de la Catedral de Sevilla con la La Giralda La hoja bloque muestra la bóveda del crucero flanqueada a ambos lados por el Coro y la Capilla Mayor | 40,9 × 28,8 (105,6 × 79,2)          | 2,90                |
| 26.04            | «Cine español» 1) El actor Fernando Rey | 40,9 × 28,8                         | 0,36                |
| 26.04            | 2) El actor Francisco Rabal | 40,9 × 28,8                         | 0,36                |
| 26.04            | 3) En la mitad izquierda del sello se reproduce la estatuilla de los Premios Goya, un busto de Francisco de Goya, y en la derecha, el cartel de la película No habrá paz para los malvados, ganadora del Goya a la Mejor Película de ese año | 28,8 × 40,9                         | 0,70                |
| 21.05            | «Catedrales» (HB) 1) Vista exterior de la Catedral de Toledo La hoja bloque muestra la fachada principal del edificio | 40,9 × 28,8 (79,2 × 105,6)          | 2,90                |
| 28.05            | «150 aniversario Ley del Notariado» 1) Logotipo oficial del 150.º aniversario de la Ley del Notariado | 40,9 × 28,8                         | 0,85                |
| 30.05            | «Coches de época» (HB) 1) Un Citroën C11 del año 1934 | 40,9 × 28,8 (105 × 79)              | 0,85                |
| 30.05            | 2) Un Renault Dauphine del año 1956 | 40,9 × 28,8 (105 × 79)              | 0,85                |
| 30.05            | 3) Un SEAT 600 del año 1957 | 40,9 × 28,8 (105 × 79)              | 0,85                |
| 30.05            | 4) Un Simca 1000 del año 1961 | 40,9 × 28,8 (105 × 79)              | 0,85                |
| 30.05            | «Personajes» 1) Retrato del humorista gráfico, escritor y periodista Antonio Mingote con la caricatuta titulada Cartero honorario, dedicatoria de Correos por su contribución en los diseños de la serie Correspondencia epistolar escolar de 1988 | 28,8 × 40,9                         | 0,36                |
| 07.06            | «Centenario de la Armería Eskola» 1) Motivo alusivo al centenario de la Armeria Eskola de Éibar (Guipúzcoa) | 40,9 × 28,8                         | 0,85                |
| 12.06            | «Pendones de León» 1) Cuatro pendones representativos de la tradición secular de los pendones de León | 57,6 × 40,9                         | 0,85                |
| 14.06            | «Catedrales» (HB) 1) Reproducción de una talla del apóstol Santiago con el bastón de peregrino y un pergamino La hoja bloque muestra la fachada principal de la Catedral de Santiago de Compostela, conocida como el Obradoiro | 28,8 × 40,9 (79,2 × 105,6)          | 2,90                |
| 18.06            | «Cuerpo de Abogados del Estado» 1) El emblema del Cuerpo de Abogados del Estado | 28,8 × 40,9                         | 0,85                |
| 02.07            | «Centenario del Comité Olímpico Español» Tres sellos que ilustran diferentes etapas del movimiento olímpico y del Comité Olímpico Español (COE): 1) Bajorrelieve que representa la cuadriga de Lucio Minicio Natal, natural de Barcino (la Barcelona romana), vencedor en su especialidad en los antiguos Juegos Olímpicos                                                                       | 40,9 × 28,8                         | 0,85                |
| 02.07            | 2) Retrato de Gonzalo de Figueroa y Torres, fundador y primer presidente del COE | 40,9 × 28,8                         | 0,85                |
| 02.07            | 3) Retrato de Juan Antonio Samaranch, presidente del COE (1967 - 1970) y del Comité Olímpico Internacional (1980 - 2001) | 40,9 × 28,8                         | 0,85                |
| 11.07            | «Ciencia» Dibujos alusivos a dos ciencias sociales afines: 1) Geología | 28,8 × 40,9                         | 0,36                |
| 11.07            | 2) Paleontología | 28,8 × 40,9                         | 0,36                |
| 13.07            | «Catedrales» (HB) 1) Detalle de la puerta central de la Catedral de Oviedo La hoja bloque muestra la fachada principal de esta catedral | 28,8 × 40,9 (79,2 × 105,6)          | 2,90                |
| 17.07            | «Patrimonio artístico y cultural España-Rusia» 1) El Palacio Episcopal de Astorga (León) | 28,8 × 40,9                         | 0,85                |
| 17.07            | 2) La Iglesia de la Resurrección de Cristo en San Petersburgo | 28,8 × 40,9                         | 0,85                |
| 18.07            | «Arte contemporáneo» (HB) Cuatro obras del artista valenciano Manolo Valdés: 1) El óleo Perfil con fondo azul | 28,8 × 40,9 (79,2 × 105,6)          | 0,51                |
| 18.07            | 2) El óleo Vivianne III | 28,8 × 40,9 (79,2 × 105,6)          | 0,51                |
| 18.07            | 3) Una escultura en mármol de la infanta Margarita | 28,8 × 40,9 (79,2 × 105,6)          | 0,51                |
| 18.07            | 4) Una escultura en madera de la reina Mariana | 28,8 × 40,9 (79,2 × 105,6)          | 0,51                |
| 06.09            | «Micología» 1) La seta Amanita verna | 40,9 × 28,8                         | 0,51                |
| 06.09            | 2) La seta engañosa (Entoloma lividum) | 40,9 × 28,8                         | 0,51                |
| 06.09            | 3) La seta de San Jorge (Calocybe gambosa) | 40,9 × 28,8                         | 0,51                |
| 10.09            | «Catedrales» (HB) 1) Dos vistas exteriores de la Catedral de Palma de Mallorca | 40,9 × 28,8 (79,2 × 105,6)          | 2,90                |
| 12.09            | «Vías verdes» 1) Vista de la antigua estación de Alcaudete en la ruta de la Vía Verde del Aceite | 40,9 × 28,8                         | 0,70                |
| 17.09            | «Moda española» (HB) Cuatro conjuntos del diseñador Pedro del Hierro: 1) Un traje largo confeccionado en satén de color frambuesa, de amplio escote y con el hombro derecho cubierto | 28,8 × 49,8 (105,6 × 150)           | 0,85                |
| 17.09            | 2) Un vestido en tela de encaje de color rojo y marfil, con dibujos de flores y lentejuelas de diferentes colores, y escote en forma de V | 28,8 × 49,8 (105,6 × 150)           | 0,85                |
| 17.09            | 3) Un vestido de fiesta, compuesto de dos partes, corto por delante y largo por detrás, plisado a mano en color rosa con hilos metálicos en marrón | 28,8 × 49,8 (105,6 × 150)           | 0,85                |
| 17.09            | 4) Un traje en tul de seda con escote en pico y falda de vuelo, abierto desde la cadera al bajo y decorado con flores | 28,8 × 49,8 (105,6 × 150)           | 0,85                |
| 05.10            | «Exfilna 2012» (HB) 1) Diseño alusivo a la L Exposición Filatélica Nacional (Exfilna), celebrada en la localidad de Calahorra (La Rioja); el sello muestra una imagen de la Dama de Calahorra, busto romano en mármol blanco que se conserva en el Museo de la Romanización La hoja bloque muestra la fachada del Ayuntamiento de Calahorra                                                      | 28,8 × 40,9 (79 × 106)              | 2,90                |
| 09.10            | «Catedrales» (HB) 1) La fachada principal de la Catedral de Barcelona | 28,8 × 40,9 (79 × 106)              | 2,90                |
| 11.10            | «Arquitectura» Cuatro museos de diferentes estilos arquitectónicos: 1) El Museo Nacional de Arte Romano en Mérida | 40,9 × 28,8                         | 0,51                |
| 11.10            | 2) El Museo de Arte Contemporáneo de Castilla y León en León | 40,9 × 28,8                         | 0,51                |
| 11.10            | 3) El Museo de Artes y Costumbres Populares en Sevilla | 40,9 × 28,8                         | 0,51                |
| 11.10            | 4) El Museo Nacional Centro de Arte Reina Sofía en Madrid | 40,9 × 28,8                         | 0,51                |
| 16.10            | «Infraestructuras postales en la época colonial» 1) Una imagen de la «Casucha de Paramillos», refugio de montaña del siglo XVIII en los Andes, utilizado por los Correos del Rey | 40,9 × 28,8                         | 0,85                |
| 19.10            | «Emisión conjunta España-Rumanía» 1) La cabra montés (Capra pyrenaica) | 33,2 × 49,8                         | 0,85                |
| 19.10            | 2) El ciervo rojo (Cervus elaphus) | 33,2 × 49,8                         | 0,85                |
| 05.11            | «Navidad» 1) Fragmento del fresco Adoración de los Reyes Magos de la Capilla de San Martín de la Catedral Vieja de Salamanca | 40,9 × 28,8                         | 0,36                |
| 05.11            | 2) Óleo Maternidad del artista J. Carrero | 28,8 × 40,9                         | 0,70                |
| 06.11            | «Fútbol 2012» (HB) 1) El Trofeo Henri Delaunay decorado con unas cintas del color de la bandera española En la hoja bloque se ve el logotipo de la competición y los jugadores de la Selección española de fútbol, tras la victoria en la Eurocopa 2012 | 32,0 × 32,0 –círculo– (150 × 105)   | 1,00                |
| 08.11            | «América - UPAEP» 1) Diseño elegido por España para la emisión conjunta de la UPAEP de ese año bajo el tema "Mitos y leyendas"; el sello muestra el fragmento de las manos de la escultura de Los amantes de Teruel de la Fundación Amantes de Teruel | 28,8 × 40,9                         | 0,85                |
| 12.11            | «Cuerpos de la Administración General del Estado» 1) El logotipo del Cuerpo Superior de Administradores Civiles del Estado | 40,9 × 28,8                         | 0,85                |
| 12.11            | 2) El logotipo del Cuerpo Superior de Interventores y Auditores del Estado | 40,9 × 28,8                         | 0,85                |
| 15.11            | «Catedrales» (HB) 1) Una imagen de la Virgen Blanca de la Catedral de León La hoja bloque muestra la fachada de la catedral | 28,8 × 40,9 (99 × 133)              | 2,90                |
| 16.11            | «XXII Cumbre Iberoamericana. Cádiz 2012» 1) El logotipo oficial de la XXII Cumbre Iberoamericana, celebarada en Cádiz entre el 16 y el 17 de noviembre | 40,9 × 28,8                         | 0,36                |